# كأس الإمبراطور 2013
كأس الإمبراطور 2013 (باليابانية: 第93回天皇杯全日本サッカー選手権大会) هو الموسم 93 من كأس الإمبراطور. أشرف على تنظيمه اتحاد اليابان لكرة القدم، وكان عدد الأندية المشاركة فيه 88، وفاز فيه يوكوهاما مارينوس.